# Werner Hackmann

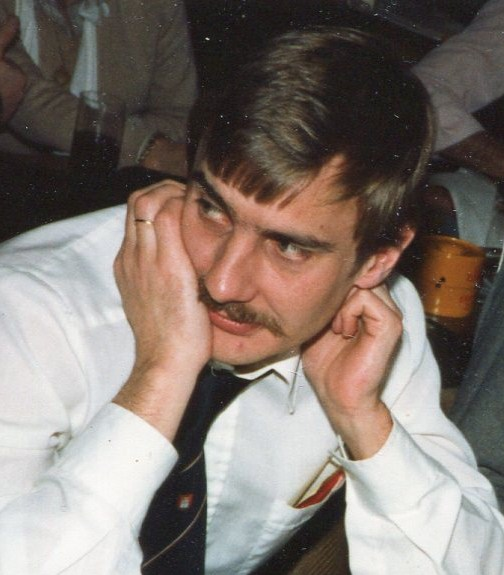
Werner Hackmann, 1981

Werner Hackmann (* 17. April 1947 in Hamburg; † 28. Januar 2007 ebenda) war ein deutscher Politiker (SPD) und Sportfunktionär. Von 1988 bis 1994 war er als Senator Präses der Behörde für Inneres in Hamburg, nachdem er zuvor bereits seit 1981 als Staatsrat in verschiedenen Behörden und Senatsämtern tätig gewesen war. Hackmann war außerdem ab 2001 als Vertreter des Hamburger SV Präsident des Ligaverbandes Die Liga – Fußballverband, Aufsichtsratsvorsitzender der Deutschen Fußball Liga (DFL) und Vizepräsident des Deutschen Fußball-Bundes (DFB). Am 7. August 2007 wurde er postum zum ersten Ehrenpräsidenten des Ligaverbandes ernannt.

## Laufbahn als Politiker
Werner Hackmann, Sohn eines Tischlermeisters aus Altengamme, arbeitete nach dem Abitur 1967 zunächst als Zimmermann. Während seiner Studentenzeit wurde er 1969 Mitglied der SPD. 1972 schloss er sein Studium als Diplom-Kaufmann ab und arbeitete anschließend ein Jahr lang als wissenschaftlicher Angestellter bei der SPD-Bürgerschaftsfraktion. Von 1973 bis 1979 war er persönlicher Referent von Hans-Ulrich Klose. 1979 wurde Hackmann Staatsrat, zunächst für die Senatskanzlei. Von 1981 an hatte er dieses Amt in verschiedenen Ämtern und Behörden des Hamburger Senats inne, zuletzt von 1987 bis 1988 für die Justizbehörde, das Senatsamt für den Verwaltungsdienst und das Senatsamt für Bezirksangelegenheiten. 1988 wurde Hackmann Hamburger Innensenator und damit politisch verantwortlich für Polizei, Feuerwehr, Verfassungsschutz, Statistisches Landesamt, Einwohnerzentralamt und Sport. In dieser Zeit musste er sich mit Hausbesetzungen in der Hafenstraße, dem zunehmenden organisierten Verbrechen und ausländerfeindlichen Übergriffen befassen. In dieser Situation verhinderte er ein für den 20. April 1994 geplantes Fußball-Länderspiel zwischen Deutschland und England aus Sorge wegen Krawallen an Hitlers Geburtstag. Er galt als sehr restriktiv und trat nach vielen Anfeindungen und in Folge des Hamburger Polizeiskandals am 12. September 1994 zurück. Sein Rücktritt erregte bundesweites Aufsehen; Hackmann wollte hiermit "'ein Zeichen [...] setzen gegen Korpsgeist und rassistische Übergriffe der Hamburger Polizei'." "Durch seinen Rücktritt sollte ihm gelingen, was ihm in seiner Amtszeit nicht gelungen sei: 'Daß in der Hamburger Polizei etwas in Bewegung gerät.'" Sein Nachfolger wurde am 21. September 1994 Hartmuth Wrocklage. Ab 1995 arbeitete Hackmann zunächst als freiberuflicher Politikberater, dann ab September desselben Jahres als Geschäftsführer der Sicherheitsfirma „ASD Securicor“.

## Laufbahn als Sportfunktionär
Von 1996 bis 1997 war Werner Hackmann Präsident des Hamburger Sportbundes, ehe er als Geschäftsführer zum Hamburger SV wechselte. Vom 31. Juli 1998 bis zum 31. Oktober 1998 und vom 23. August 1999 bis zum 31. Oktober 2002 war Hackmann Vorstandsvorsitzender des HSV und von 1998 bis 2000 gleichzeitig im DFB-Ligaausschuss vertreten. Seit dem 18. Dezember 2000 war Hackmann Aufsichtsratsvorsitzender der DFL. Bei der Deutschen Fußball Liga GmbH, die für das operative Geschäft des deutschen Lizenzfußballs zuständig ist, sollte er den professionellen Fußball vertreten. Beim DFB hatte er folgende Aufgaben: Regelung von Grundsatzfragen zwischen DFB und Ligaverband, Vertretung des Präsidenten in Angelegenheiten der deutschen Fußballnationalmannschaft, internationale Vertretung des bezahlten Fußballs in den einschlägigen Kommissionen des europäischen Kontinentalverbandes UEFA und gegebenenfalls des Weltverbandes FIFA.
Häufig war Hackmann auch direkt bei der deutschen Fußballnationalmannschaft im Einsatz. Zum Beispiel wurde die Delegation bei der Testspielreise der Nationalmannschaft nach Asien im Dezember 2004 von ihm angeführt. Hackmann gehörte als Vizepräsident neben DFB-Präsident Theo Zwanziger und DFB-Generalsekretär Horst Schmidt zu den wichtigsten Persönlichkeiten des Deutschen Fußball-Bundes.

## Krankheit

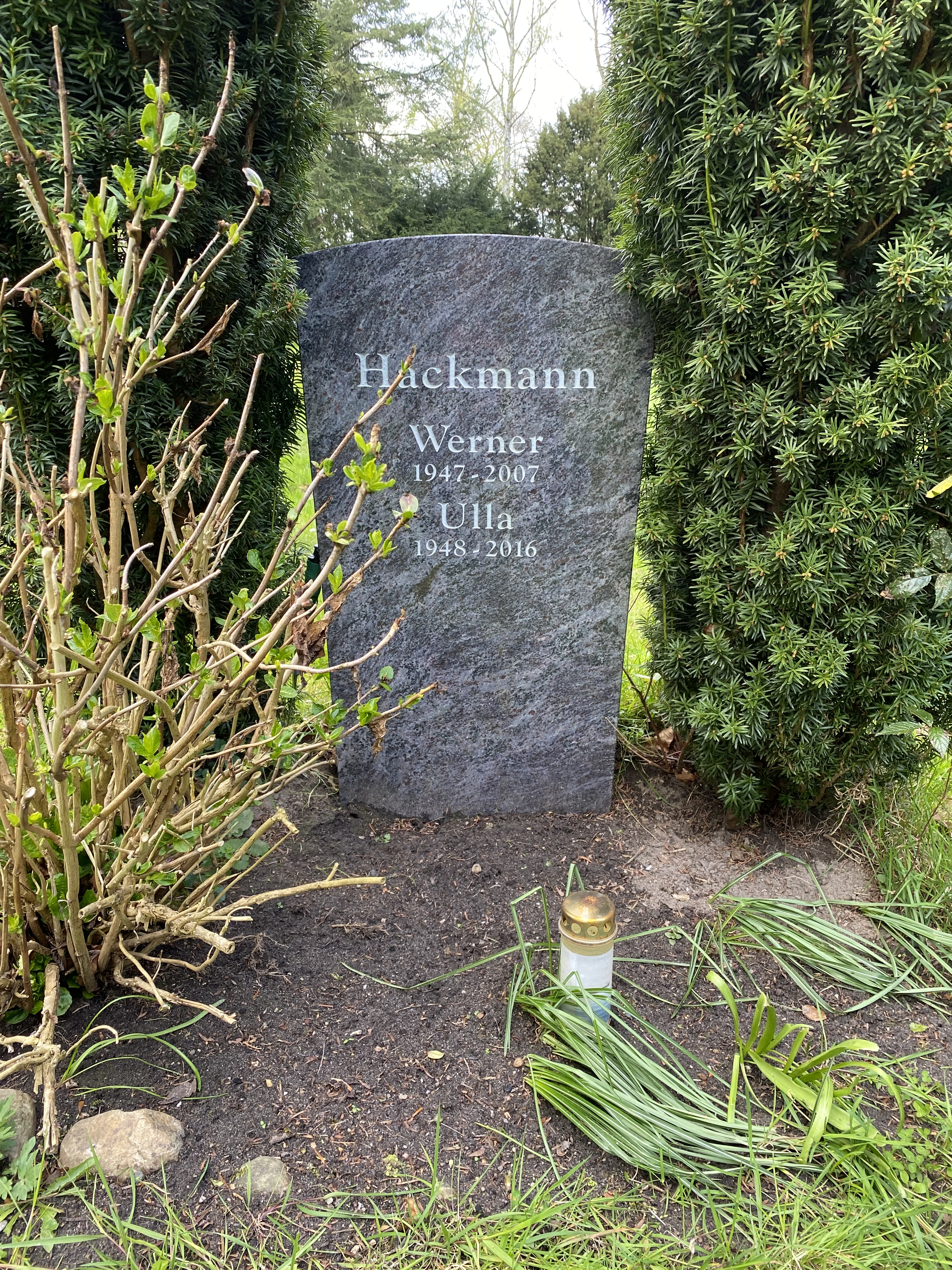
Grabstätte auf dem Friedhof Bergedorf

Ende 1999 musste sich der Kettenraucher einen bösartigen Lungentumor entfernen lassen. Im Frühjahr 2006 wurde erneut ein Karzinom in seiner Lunge festgestellt und er unterzog sich am 30. März desselben Jahres einer neuerlichen Operation. Am 28. Januar 2007 verstarb Werner Hackmann völlig überraschend, da ihm kurz zuvor keine gesundheitliche Verschlechterung anzusehen war und er zwei Tage zuvor noch als Delegierter am UEFA-Kongress in Düsseldorf teilgenommen hatte.

## Privates
Hackmann war seit dem 17. April 1970 mit Ehefrau Ulla (1948–2016) verheiratet und Vater zweier Kinder. Seine letzte Ruhe fand er auf dem Friedhof Bergedorf in Hamburg.